# Vlastimil Koutecký
Vlastimil Koutecký (1. září 1930 ve Veselí nad Lužnicí – 25. února 2000 Český Krumlov) byl akademický architekt a scénograf.

## Život a dílo
Po středoškolských studiích absolvoval v letech 1950 až 1954 Vysokou uměleckoprůmyslovou školu v Praze, obor architektura u profesora Adolfa Benše. Studia doplnil u profesora A. Pacáka  na FAMU studiem filmové architektury.Šéf výpravy a scénograf v divadlech (zejm. v Příbrami, Plzni a Českých Budějovicích) vytvořil během svého života na 350 výprav pro řadu operních, operetních, muzikálových, činoherních a baletních inscenací na všech významných českých divadelních scénách. Své pojetí scény přizpůsoboval charakteru hry a hudby a docílil věrohodnější výtvarné podoby inscenace. Díky své neobyčejně invenční tvorbě patřil mezi nejvýznamnější české jevištní výtvarníky. Získal čestné uznání na scénografických výstavách v roce 1977 a 1981 v Opavě. Dne 28. října 1998 převzal z rukou prezidenta ČR Václava Havla Medaili Za zásluhy.
Se svou manželkou, známou operní režisérkou a pedagožkou Inge Švandovou–Kouteckou, držitelkou Ceny Thálie za režii (2004), se v Českém Krumlově, kde bydleli, výrazně podíleli jako výtvarník a režisérka na vysoké úrovni známých „krumlovských slavností“. Zajímal se o kulturu ve městě. Zemřel 25 února 2000 v Českém Krumlově.
Autorské výstavy
- 1964, 1965 Příbram
- 1970   Tábor
- 1971, 1979 Praha – Pražské quadriennale  jevištního výtvarnictví a divadelní architektury
- 1974, 1978 Plzeň
- 1977, 1981 Opava – Národní přehlídka českých scénografů